# أوسكار هارستاد
أوسكار هارستاد (بالإنجليزية: Oscar Harstad)‏ هو لاعب كرة قاعدة أمريكي، ولد في 24 مايو 1892 في باركلاند في الولايات المتحدة، وتوفي في 14 نوفمبر 1985 في كورفاليس في الولايات المتحدة.

## وصلات خارجية
- أوسكار هارستاد على موقعبيزبول رفرنس.كوم (الدوري الرئيسي) (الإنجليزية)
- أوسكار هارستاد على موقعبيزبول رفرنس.كوم (الدوري الثانوي) (الإنجليزية)
- أوسكار هارستاد على موقع جمعية أبحاث البيسبول الأمريكية (الإنجليزية)